# Johann von Zwehl
Johann von Zwehl (Osterode am Harz, 27 luglio 1851 – Osterode am Harz, 28 maggio 1926) è stato un generale tedesco.

## Biografia
Discendente di un'antica famiglia di militari prussiani, era figlio di Alfred (1814-1897), ufficiale dell'esercito prussiano, e di Wilhelmine von Voigts-Rhetz (1824-1872), figlia del generale Kostantin Bernhard von Voigts-Rhetz.
Zwehl venne educato all'accademia militare di Schwerin, dove ebbe per insegnante Hugo von Obernitz e nel 1870 entrò come sottotenente di fanteria nell'esercito prussiano partecipando alla guerra franco-prussiana; nel 1873 venne promosso tenente e nel 1879 capitano e nel 1881 maggiore. Dal 1881 al 1896 ebbe importanti incarichi amministrativi presso il ministero della guerra: fu presidente della commissione nazionale per gli armamenti e presidente della società per l'avanzamento delle scienze militari, circondandosi da giovani e capaci ufficiali come Max Hoffman, Erich von Tschischwitz e Kostantin Schmidt von Knobelsdorf, i quali avrebbero dimostrato le loro capacità militari durante la Grande Guerra.
Dal 1896 al 1900 fu rettore dell'accademia militare di Havelberg; nel 1900 fu promosso colonnello e comandante del Füsilier-Regiment "General-Feldmarschall Prinz Albrecht von Preußen" ad Hannover; nel 1902 divenne brigadier generale e comandante del 30. Infanterie-Regiment di Coblenza, fino al 1906, quando divenne generale di divisione.
Durante la prima guerra mondiale fu comandante del VII Corpo della riserva, affiancando i generali Litzmann e von Scheffer-Boyadel sul fronte orientale; successivamente fu trasferito sul fronte occidentale e combatté a Maubeuge; dal 17 dicembre 1916 fu governatore di Anversa. Dopo la fine della guerra si ritirò in vita privata, pubblicando diversi libri di testo ancora in uso nelle accademie militari tedesche ed europee.

## Opere
- Die Althannoverschen Ueberlieferungen des Füsilier-Regiments Generalfeldmarschall Prinz Albrecht von Preußen (Hannoversches) Nr. 73, Hannover, Geschäftsbücherfabrik Edler & Krische 1901.
- Der Gegensatz zwischen Yorck und Gneisenau: eine physiologische Studie, 1914.
- Das VII. Reserve-Korps im Weltkriege von s. Beginn bis Ende 1916. Nach persönl. Erlebnissen u. auf Grund d. Kriegsakten, 1921.
- Generalstabsdienst im Frieden und im Kriege, 1923.
- Erich von Falkenhayn, General der Infanterie: Eine biographische Studie, 1926.

## Biografia
- Karl-Friedrich Hildebrand, Christian Zweng: Die Ritter des Ordens Pour le Mérite des I. Weltkriegs, Band 3: P-Z, Biblio Verlag, Bissendorf 2011, ISBN 3-7648-2586-3, S. 593–595.